# 中国动物园协会
中国动物园协会（英語：Chinese Association of Zoological Gardens）是中华人民共和国的国家级动物园协会。该协会成立于1985年10月，其前身是全国动物园科技情报网。

## 沿革
该协会的前身——全国动物园科技情报网成立于1978年8月。1985年由于“情报网”已不能适应动物园发展需要，经中华人民共和国国家经济委员会同意，1985年10月在北京召开了中国动物园协会成立大会，选举了该协会第一届理事会和常务理事会。

## 组织
该协会组织机构有：
- 秘书处
- 管理工作委员会
- 科学技术工作委员会
- 科普教育编辑部
- 大熊猫繁育技术委员会（1989年1月在成都成立）

该会历史上还曾经成立过如下机构：
- 鹤类保护协调委员会
- 华南虎保护协调委员会
- 珍稀濒危动物保护管理部

## 出版物
中国动物园协会的专业刊物为《动物园》，专业书籍为《中国动物园论文集》。
全国动物园科技情报网曾出版过《中国动物园年刊》共5辑，《中国动物园通讯》共22期，《国际动物园简讯》共4期。

## 历任会长
- 储传亨（1985年10月－1988年6月，第一届第一次）
- 储传亨（1988年6月－1990年6月，第一届第二次）
- 柳尚华（1990年6月－1992年5月，第二届第一次）
- 柳尚华（1993年5月－1995年10月，第二届第二次）
- 柳尚华（1995年10月－1998年7月，第三届第一次）
- 柳尚华（1998年7月－1999年1月，第三届第二次）
- 柳尚华（1999年1月－2003年2月，第三届第三次）
- 柳尚华（2003年2月－2005年7月，第四届第一次）
- 柳尚华（2005年7月－2006年7月，第四届第二次）
- 柳尚华（2006年7月－2009年6月，第四届第三次）
- 郑坤生（2009年6月－现任，第五届第一次）